# Anostostoma australasiae
Anostostoma australasiae is een rechtvleugelig insect uit de familie Anostostomatidae. De wetenschappelijke naam van deze soort is voor het eerst geldig gepubliceerd in 1837 door George Robert Gray.